# El Vilaró (Viver i Serrateix)
El Vilaró és una masia de Viver, al municipi de Viver i Serrateix (Berguedà), inclosa en l'Inventari del Patrimoni Arquitectònic de Catalunya.

## Descripció
Masia orientada al sud del tipus II segons la classificació de J. Danés. Té coberta a dues aigües i el carener perpendicular a la façana principal. Consta de tres plantes amb les obertures disposades de manera simètrica. Tota la construcció és de pedra. Les obertures són d'arc rebaixat o llinda rectangular a excepció del balcó del pis superior, configurat per tres arcs de mig punt sostinguts per columnes de fust cilíndric.
Els murs són d'aparell irregular, tant pel que fa a les mides dels carreus com a la seva disposició, a excepció de les cantoneres, estructurades per carreus regulars de mides grans.